# Amazona amazonica
L'amazzone aliarancio (Amazona amazonica Linnaeus, 1766) è un uccello della famiglia degli Psittacidi.

## Descrizione
Agile pappagallo dalla taglia di 31 cm, con piumaggio generale verde, presenta una forma più selvatica rispetto alle altre amazzoni. La testa è caratterizzata dalla colorazione gialla della fronte e delle guance con una banda sopracciliare azzurro-violetto ben visibile. La gola è verde giallastra sfumata di azzurro, come screziato di azzurro si presenta anche il petto. Lo specchio alare è arancione. L'occhio è arancione con anello perioftalmico bianco non esteso. Il becco è grigio, più scuro in punta e tendente al carnacino all'attaccatura. La cera è poco visibile e coperta da filopiuma che nasconde le narici. Le zampe sono grigie. I giovani sono simili agli adulti ma hanno iride castana. È nota una sottospecie, Amazona amazonica tobagensis, caratterizzata da uno specchio alare arancio più esteso.

## Distribuzione
L'Amazona amazonica è diffusa in Venezuela, in Colombia, nella Guyana orientale, nell'Ecuador orientale, nel Perù orientale, nel nord della Bolivia e in Brasile con la sottospecie nominale, e a Trinidad e Tobago con la sottospecie tobagensis.

## Biologia
Vive bene in ambienti molto diversi tra loro, dalla foresta alla savana alle zone ricche di vegetazione lungo i corsi d'acqua e anche tra le mangrovie sulla costa, di cui divora i frutti avidamente. Specie socievole e sociale, vive in bande numerose e piuttosto chiassose che si raggruppano su grandi alberi dormitorio per la notte e che all'alba si separano per andare alla ricerca di zone di pascolo.
Nel periodo riproduttivo la femmina depone in un albero cavo 2-4 uova che cova per 22 giorni durante i quali il maschio trascorre la giornata di guardia al nido ma di notte se ne torna con il gruppo sugli alberi dormitorio che possono essere distanti anche molti chilometri. I piccoli si involano a 6-7 settimane e sono ancora dipendenti dai genitori per altre 4-6 settimane.